# Lamprocryptidea magnifica
Lamprocryptidea magnifica là một loài tò vò trong họ Ichneumonidae.